# Pissette
Pour l’article ayant un titre homophone, voir Pie VII.
 (août 2023).
Si vous disposez d'ouvrages ou d'articles de référence ou si vous connaissez des sites web de qualité traitant du thème abordé ici, merci de compléter l'article en donnant les références utiles à sa vérifiabilité et en les liant à la section « Notes et références ».

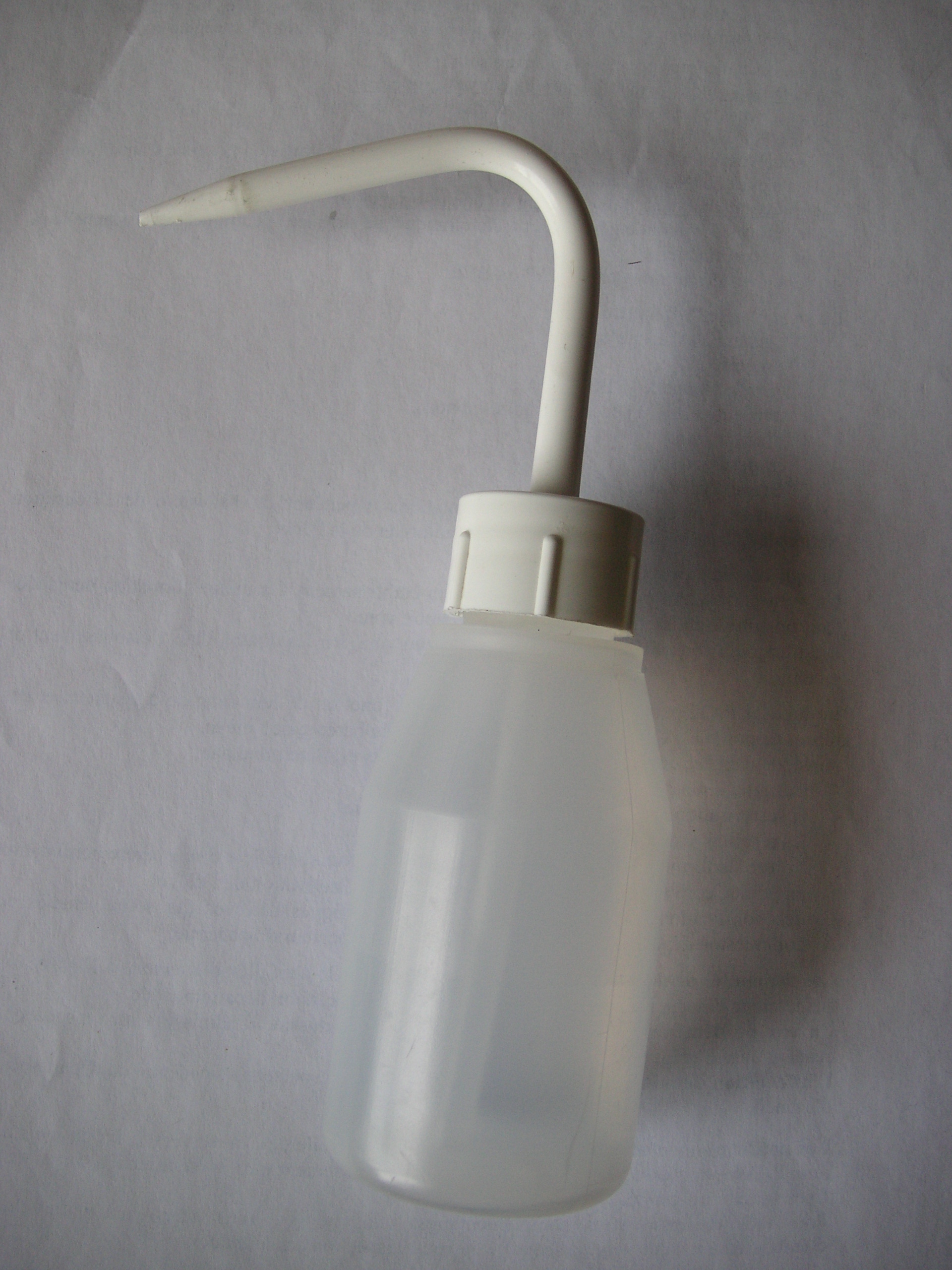
Une pissette

Une pissette est un récipient de laboratoire, de forme cylindrique (souvent en matière plastique souple), munie d'un tube plongeant et d'un tube verseur recourbé.

La pissette est prévue pour contenir des solvants divers (éthanol, méthanol, eau déminéralisée, etc.). Elle est habituellement utilisée pour le rinçage de la vaisselle de laboratoire (tubes à essai, ballons, etc.).

Son étymologie, par ailleurs évidente, est suggérée par le son produit lors de l'expulsion du fluide.
Les pissettes sont en général en polyéthylène basse densité, un plastique à base de pétrole résistant bien aux solvants. Il en existe également en polyéthylène fluoré ou en Téflon. 

Quand une pression est appliquée sur la bouteille, le liquide est forcé vers l'extérieur au travers du tube verseur en un fin jet de liquide. Le tube plongeant permet de l'utiliser en position verticale.

Pour des raisons de sécurité, lorsque l'on transfère des réactifs d'un contenant à l'autre, il faut toujours s'assurer que l'étiquette de la pissette correspond bien à son contenu. Il ne faut jamais mélanger des réactifs dans une pissette ni les reverser dans leur contenant d'origine. De plus, les pissettes ne sont pas appropriées aux stockages de longue durée et ne doivent jamais être utilisées pour contenir des réactifs dangereux. Les liquides volatils tels l'acétone et le méthanol requièrent la présence d'un évent afin de réduire l'égouttage (un évent est souvent intégré à la partie supérieure du tube plongeant).